# Varga Bence (labdarúgó, 1996)
Varga Bence (Kazincbarcika, 1996. január 9. –) magyar labdarúgó. A Kecskeméti TE kapusa.

## Pályafutása

### Klubcsapatokban
2008-tól a Kazincbarcika utánpótlás csapataiban kezdte a pályafutását. 2011 és 2015 között az MTK ifjúsági együtteseiben játszott. 2016-tól 2017-ig a Kazincbarcika színeiben a felnőttek mezőnyében is bemutatkozott az NB III-ban, majd az MTK II-ben játszott. 2020 és 2021 között kölcsönben a Szeged-Csanád Grosics Akadémia csapatát erősítette.
2021-től az MTK kölcsönjátékosaként szerepelt Kecskeméten. Az első itt eltöltött idényben 33 meccsen védett az NB II-ben 2. helyen végzett gárdában. 2022–23-ban 25 tétmérkőzésen lépett pályára a bajnoki ezüstéremig jutó alakulatban. Miután a kölcsönszerződés lejárt, visszatért volna az anyaegyesületéhez, de a KTE megvásárolta a játékjogát az élvonalba visszajutó fővárosi csapattól.

## Sikerei, díjai
Kecskemét
- NB II második helyezett: 2021–22
- Magyar labdarúgó-bajnokság ezüstérmes: 2022–23[2]